# Pontos (thần thoại)

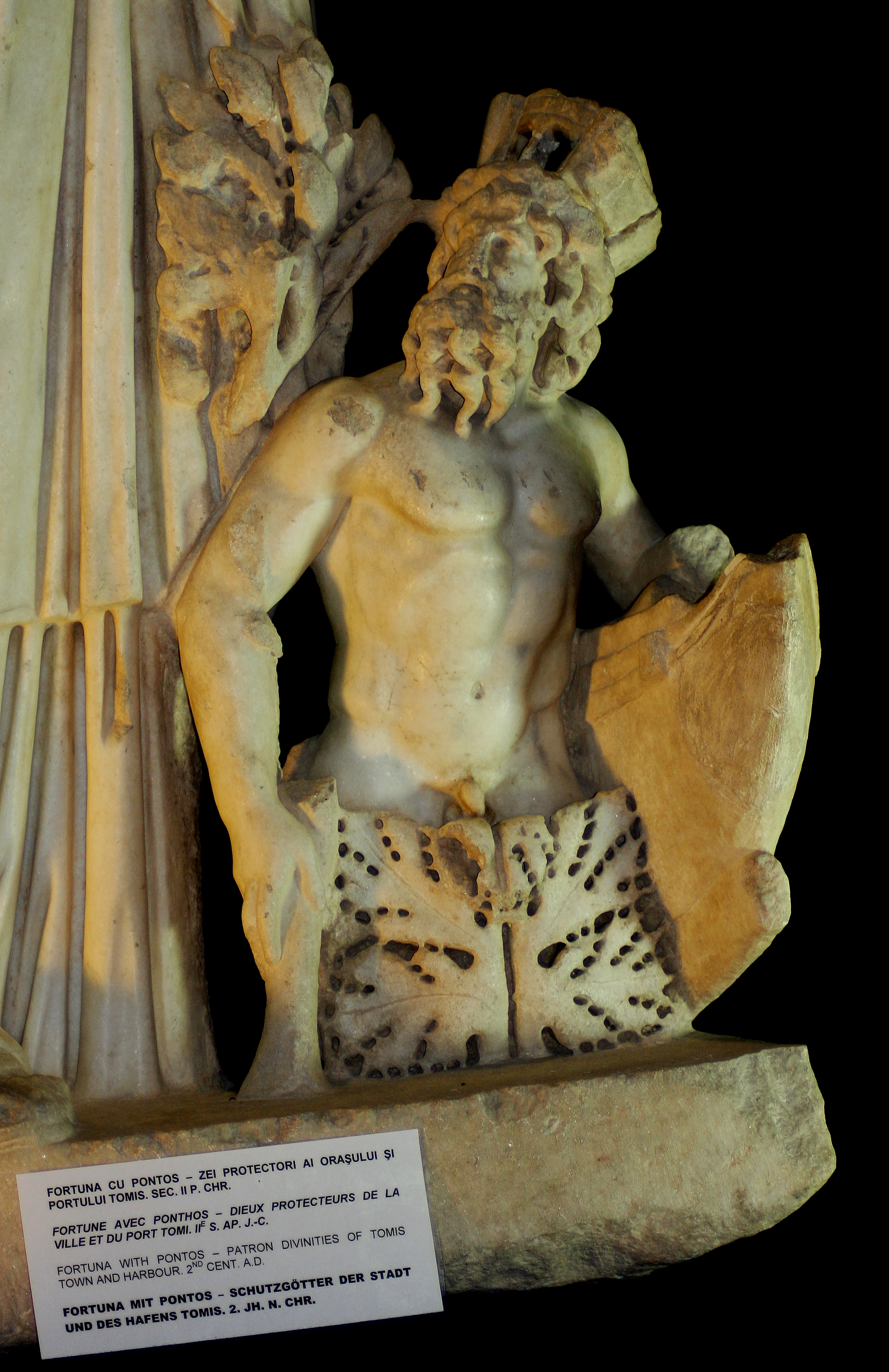
Pontus

Trong thần thoại Hy Lạp, Pontus (hay Pontos (Πόντος), nghĩa là "biển") là một vị thần biển cổ đại, có trước các thần Olympus, ông là một trong các thần Hy Lạp nguyên thủy. Pontus là con trai của Gaia, tức thần Mẹ Đất. Hēsíodos (trong Thần phả, dòng 116) viết rằng Gaia đã sinh ra Pontus từ chính mình mà không cần có chồng. Đối với Hēsíodos, Pontus dường như là sự nhân cách hóa của biển. Cùng với Gaia, Pontus là cha của các nam thần Nereus, Thaumas, Phorcys và các nữ thần Ceto (vợ Phorcys), Eurybia. Cùng với Thalassa (tên của vị nữ thần này đơn giản cũng chỉ có nghĩa là "biển" nhưng có nguồn gốc từ ngôn ngữ tiền-Hy Lạp), ông là cha của Telchines. So với vị thần biển Titan là Oceanus, thì ông là vị thần được người Hy Lạp cổ đại nhận thức ít rõ ràng hơn.